# Tembongwah
Tembongwah is een bestuurslaag in het regentschap Tegal van de provincie Midden-Java, Indonesië. Tembongwah telt 3662 inwoners (volkstelling 2010).